# Ojo por ojo
Ojo por ojo é uma telenovela estadunidense-colombiana exibida em 2010 pela Telemundo.

## Elenco
- Gaby Espino - Alina Jericó de Monsalve
- Miguel Varoni - Nando Barragán
- Gregorio Pernía - Many Monsalve
- Carmen Villalobos - Nadia Monsalve
- Gonzalo García Vivanco - Arcángel Barragán
- Juan Carlos Vargas - Freppe Monsalve
- Marcelo Cezán - Narciso Barragán
- Óscar Priego - Hugo Monsalve
- Ana Soler - Melissa "La Mona" o "La Loca" Barragán
- Oscar Borda - Tin Puyua
- Ramiro Meneses - Fernely
- Sara Corrales - Karina
- Alberto Valdiri - Dr. Méndez
- Claudia Moreno - Magdalena "La muda" Barragán
- Inés Oviedo - Milena
- Héctor García - Raca Barragán
- Linda Baldrich - Lorena
- Karina Laverde - Severina de Barragán
- Ricardo Abarca - Gustavo
- Emerson Yañez - Simón Balas
- Francisco Bolívar - Marcos Barragán
- Valeria Chagui
- Paula Barreto - Melba Furcón
- Julián Díaz - Cachumbo
- Natalia Bedoya
- Roberto Cano - Adriano Monsalve